# Anfield
Anfield (före 1992 Anfield Road) byggdes 1884 och är hemmaarena för den engelska fotbollsklubben Liverpool FC. 
Mellan 1884 och 1892 spelade lokalkonkurrenten Everton på Anfield, men efter kraftigt höjda hyror valde Everton att flytta till Goodison Park. Ägaren John Houlding, som alltså inte längre hade något lag spelande på sin arena, bildade då Liverpool FC. 
Publikkapaciteten är 54 000 åskådare men rekordet ligger på 61 905, vilket noterades 1952 i en match mot Wolverhampton i FA-cupen. Arenan är anpassad för internationella matcher.
Den mest kända sektionen, bakom Anfields sydvästra mål, är The Kop där hemmaklacken håller till. Namnet kommer från Spion Kop i Natalprovinsen i Sydafrika där ett slag utkämpades under andra boerkriget. I slaget omkom åtskilliga soldater hemmahörande i Liverpool. 
Ståplatsläktare förbjöds i England efter Hillsboroughkatastrofen 15 april 1989 och den sista matchen med ståplatser på The Kop spelades den 30 april 1994. Innan enbart sittplatser tilläts kunde sektionen svälja över 30 000 åskådare.
Mittemot The Kop finner vi Anfield Road Stand där bland andra bortalagets supportrar huserar. Läktaren byggdes om 1998 och fick två våningar med plats för sammanlagt 9 274 åskådare.
Huvudläktaren Main Stand uppfördes 1895 och var då arenans första stora utbyggnad. Den renoverades 1973 och fick då nytt tak och en publikkapacitet på 12 277 åskådare. 9 december 2014 påbörjades en total ombyggnation av Main Stand, inklusive omklädningsrummen och den berömda spelartunneln. Efter att laget  som följd av slutfasen av renoveringen inlett säsongen 2016/17 med tre raka bortamatcher kunde Anfields senaste ansiktslyftning officiellt invigas 9 september. Dagen därpå mottogs regerande ligamästarna Leicester City FC i vad som skulle visa sig bli en 4-1-vinst för hemmalaget. Sektionens nya kapacitet är nu ca 20 500 sittplatser och renoveringen kostade motsvarande 1,2 miljarder kronor (2016).
Läktaren på andra långsidan hette ursprungligen Kemlyn Road Stand, men i samband med klubbens 100-årsjubileum 1992 döptes den om till Centenary Stand med en kapacitet på 11 762 åskådare. I maj 2017 tillkännagavs att 125-årsjubilerande Liverpool FC ville hedra en av mest ikoniska spelarna i klubbens historia genom att döpa om sektionen till Sir Kenny Dalglish Stand.
Den senaste utbyggnaden gjordes över Anfield Road Stand, vilket gav arenan en total kapacitet på drygt 61000 åskådare. Utbyggnaden stod färdig 2024.

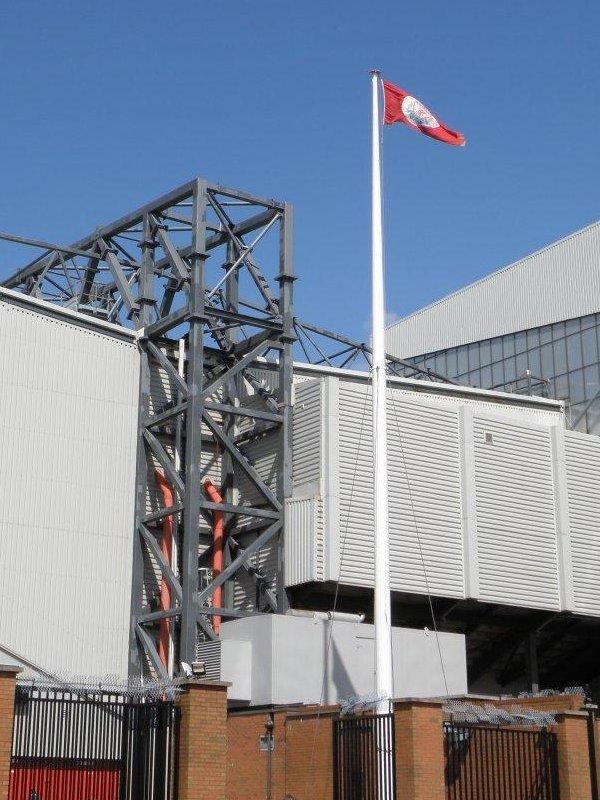
Mast räddad från S/S Great Eastern.

Anfield blev slutstation för en av masterna på S/S Great Eastern. Den är nu en flaggstång på Kop End.

## Externa länkar

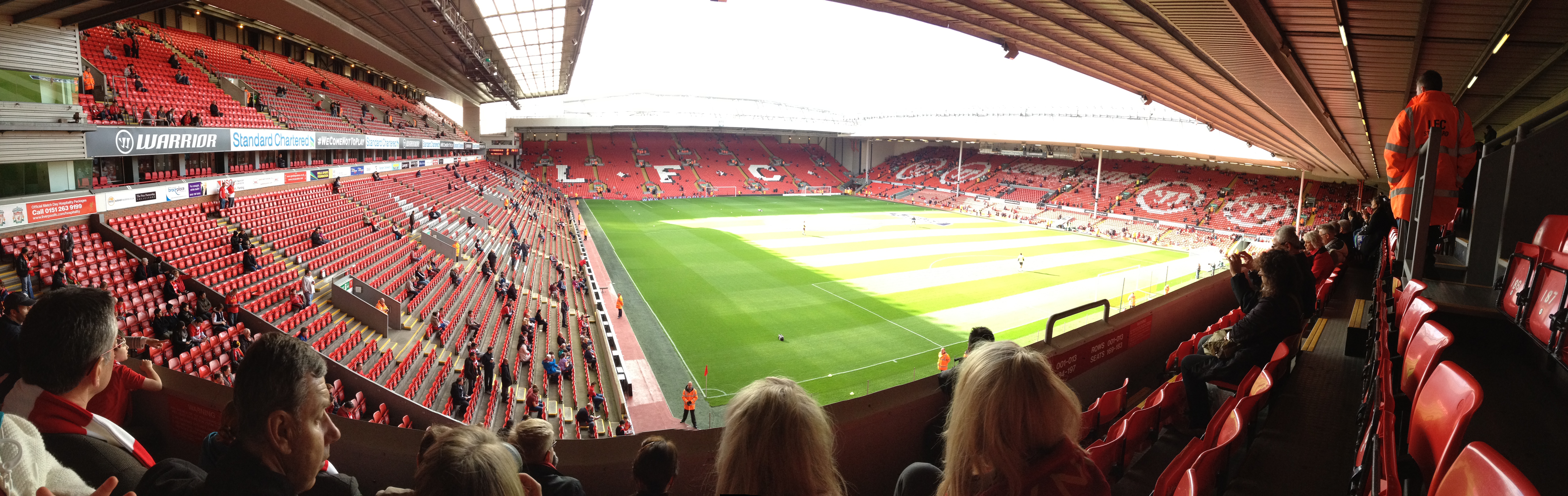
Panorama Anfield, 20.12.2012, Point of View: Anfield Road Stand; left: Centenary Stand, middle: Kop Stand; right: Main Stand